# Katteurt (slægt)
Katteurt (Nepeta) er en slægt med flere end 200 arter, der er udbredt i Nordafrika, på bjerge i tropisk Afrika, Mellemøsten, Kaukasus, Centralasien, Østasien og det sydlige, østlige og nordlige Europa. I Danmark findes kun én, meget sjælden og truet art, Almindelig Katteurt.
Det er en- eller flerårige, urteagtige planter eller halvbuske. Stænglerne er firkantede og mere eller mindre behårede. Bladene sidder modsat og oftest ustilket. De er ægformede til lancetformede, men arter med helt trådtynde blade findes også. Randen er bølget, rundtakket eller tandet. Overfladen er ofte stærkt behåret, men enkelte arter har glatte blade. Blomsterne er samlet i mere eller mindre løse, endestillede stande. De enkelte blomster er 5-tallige og uregelmæssige med sammenvoksede kronrør og specielt formede kronflige, så der dannes en tolæbet krone. Oftest er kronbladene blå eller blåviolette. Frugterne er firedelte spaltefrugter.
Mange af arterne har et højt indhold af æteriske olier, som er baggrunden for, at de kan anvendes i naturmedicinen.
| Beskrevne arter |

- Almindelig katteurt (Nepeta cataria)
- Storblomstret katteurt (Nepeta grandiflora)
- Akskatteurt (Nepeta nervosa)
- Kæmpekatteurt (Nepeta parnassica)
- Ægte katteurt (Nepeta racemosa)
- Sibirisk katteurt (Nepeta sibirica)

| Beskrevne arter |

- Nepeta congesta
- Nepeta curviflora
- Nepeta cyanea
- Nepeta discolor
- Nepeta erecta
- Nepeta floccosa
- Nepeta hindostana
- Nepeta laevigata
- Nepeta nepetella
- Nepeta nuda
- Nepeta raphanorhiza
- Nepeta tenuifolia

| Hybrider |

- Almindelig blåkant (Nepeta x faassenii)